# Conte di Savoia
Die Conte di Savoia war ein italienisches Atlantik-Linienschiff.

## Geschichte
Die Conte di Savoia, benannt nach dem Haus Savoyen, wurde ursprünglich von der Reederei Lloyd Sabaudo-Line in Auftrag gegeben, welche allerdings noch in der Bauzeit in der Italia Flotte Riunite aufging. Das Schiff wurde auf der Werft Cantieri Riuniti dell’Adriatico in Triest gebaut und lief 1932 vom Stapel. Sie war bauähnlich der ebenfalls von der Italia Flotte Riunite betriebenen Rex.
Bereits auf ihrer Jungfernfahrt von Genua nach New York trat bei dem Schiff ein Leck unterhalb der Wasserlinie auf, das aber schnell wieder geschlossen werden konnte. Bis 1940 war die Conte di Savoia im Dienst der Linie. Im Anschluss wurde sie als Truppentransporter im Zweiten Weltkrieg eingesetzt und bei einem Luftangriff am 11. September 1943 versenkt. 1945 wurde sie wieder gehoben und 1950 schließlich verschrottet.

## Technische Beschreibung
Eine technische Besonderheit war ihr Gyroskopsystem, welches ein starkes Rollen des Schiffes auch bei starkem Seegang ausgleichen sollte. Da dieses System jedoch dazu führte, dass sich das Schiff beim Aufrichten sehr träge verhielt, wurde es später nur bei den westwärts führenden Atlantiküberquerungen genutzt. Das Schiff hatte eine Kapazität von 2200 Passagieren.
Im Kampf um das blaue Band war dem Schiff nie ein Erfolg beschieden, allerdings konnte sie zumindest einmal ein Reiseetmal erreichen, welches lediglich 0,2 Knoten unter dem des damaligen Inhabers, der Rex, lag.